# Eirik Hestad
Eirik Hestad (Molde, 26 juni 1995) is een Noors voetballer die doorgaans speelt als middenvelder. In augustus 2023 verruilde hij Paphos voor Molde FK.

## Spelerscarrière
Hestad speelde in de jeugd van Molde FK, de grootste club uit zijn geboorteplaats. Op 25 oktober 2012 maakte de middenvelder zijn professionele debuut toen met 2–0 verloren werd van Steaua Boekarest in de UEFA Europa League door doelpunten van Vlad Chiricheș en Raul Rusescu. Hestad mocht van coach Ole Gunnar Solskjær in de tweede helft invallen voor vleugelaanvaller Joshua Gatt. Zijn eerste competitiewedstrijd volgde op 29 september 2013, toen hij drie minuten mee mocht spelen tegen FK Haugesund (1–1). Op 1 oktober 2015 speelde Molde tegen Ajax in de Europa League. De uitslag was 1–1 en Hestad opende de score namens de Noren. Viktor Fischer tekende later in de eerste helft voor de gelijkmaker. Drie dagen later maakte Hestad zijn eerste doelpunt in de Eliteserien in de thuiswedstrijd tegen Tromsø IL (4–0 winst). Na het aflopen van zijn verbintenis eind 2021 verkaste Hestad transfervrij naar Paphos. In augustus 2023 keerde hij terug naar Molde FK, waar hij voor vierenhalf jaar tekende.

## Clubstatistieken
| Seizoen | Club     | Competitie  | Competitie | Competitie | Beker | Beker | Internationaal | Internationaal | Totaal | Totaal |
| Seizoen | Club     | Competitie  | Wed.       | Dlp.       | Wed.  | Dlp.  | Wed.           | Dlp.           | Wed.   | Dlp.   |
| ------- | -------- | ----------- | ---------- | ---------- | ----- | ----- | -------------- | -------------- | ------ | ------ |
| 2012    | Molde FK | Eliteserien | 0          | 0          | 0     | 0     | 1              | 0              | 1      | 0      |
| 2013    | Molde FK | Eliteserien | 1          | 0          | 0     | 0     | —              | —              | 1      | 0      |
| 2014    | Molde FK | Eliteserien | 8          | 0          | 1     | 0     | 1              | 0              | 10     | 0      |
| 2015    | Molde FK | Eliteserien | 13         | 1          | 2     | 0     | 10             | 1              | 25     | 2      |
| 2016    | Molde FK | Eliteserien | 21         | 3          | 1     | 0     | 2              | 1              | 24     | 4      |
| 2017    | Molde FK | Eliteserien | 20         | 0          | 4     | 0     | —              | —              | 24     | 0      |
| 2018    | Molde FK | Eliteserien | 30         | 8          | 0     | 0     | 7              | 7              | 37     | 15     |
| 2019    | Molde FK | Eliteserien | 28         | 4          | 1     | 0     | 8              | 1              | 37     | 5      |
| 2020    | Molde FK | Eliteserien | 23         | 4          | 0     | 0     | 10             | 1              | 33     | 5      |
| 2021    | Molde FK | Eliteserien | 17         | 3          | 0     | 0     | 7              | 1              | 24     | 4      |
| 2021/22 | Paphos   | A Divizion  | 8          | 0          | 2     | 0     | —              | —              | 10     | 0      |
| 2022/23 | Paphos   | A Divizion  | 22         | 0          | 2     | 1     | —              | —              | 24     | 1      |
| 2023    | Molde FK | Eliteserien | 11         | 3          | 1     | 0     | 9              | 2              | 21     | 5      |
| 2024    | Molde FK | Eliteserien | 20         | 3          | 2     | 1     | 7              | 0              | 29     | 4      |
| Totaal  | Totaal   | Totaal      | 222        | 29         | 16    | 2     | 62             | 14             | 300    | 45     |

Bijgewerkt op 19 december 2024.

## Erelijst
| Eliteserien | 3 | 2012, 2014, 2019 |
| NM Cupen    | 2 | 2013, 2014       |